# Comité olympique japonais
Le Comité olympique japonais (en japonais 日本オリンピック委員会 ; Nippon Orimpikku Iinkai) est le comité national olympique du Japon dont le siège est à Tokyo. C'est une organisation non-gouvernementale qui sélectionne les équipes japonaises pour les compétitions organisées par le CIO.
Le comité est fondé en 1911 et reconnu par le Comité international olympique en 1912.